# Bardo (Band)
Bardo war ein kurzlebiges britisches Popduo, bestehend aus den Sängern Sally Ann Triplett (* 1962) und Stephen Fischer. 

## Hintergrund
Die Gruppe wurde speziell für die britische Vorausscheidung zum Eurovision Song Contest 1982 gegründet; Triplett hatte bereits zwei Jahre zuvor in Den Haag als Mitglied der Gruppe Prima Donna teilgenommen. Als Sieger des Vorentscheids durften sie beim Wettbewerb in Harrogate mit dem Popsong One Step Further antreten. Sie erreichten dort Platz sieben und die Single dazu in den UK-Charts Platz zwei.
Die beiden Nachfolgesingles hingegen erreichten keine Chartplatzierung mehr und 1983 löste sich die Gruppe auf.